# Álamo Rustico
Álamo Rustico är en ort i Mexiko.   Den ligger i kommunen Mineral de la Reforma och delstaten Hidalgo, i den sydöstra delen av landet, 90 km nordost om huvudstaden Mexico City. Álamo Rustico ligger 2 418 meter över havet och antalet invånare är 615.
Terrängen runt Álamo Rustico är kuperad åt nordost, men åt sydväst är den platt.Runt Álamo Rustico är det mycket tätbefolkat, med 1 135 invånare per kvadratkilometer. Närmaste större samhälle är Pachuca de Soto, 2,5 km nordväst om Álamo Rustico. Omgivningarna runt Álamo Rustico är i huvudsak ett öppet busklandskap.